# Aulo Bucio Lapio Máximo
Aulo Bucio Lapio Máximo (en latín Aulus Bucius Lappius Maximus fue un senador romano que desarrolló su carrera política en la segunda mitad del siglo I y comienzos del siglo II, bajo los imperios de Vespasiano, Tito, Domiciano, Nerva y Trajano.

## Matrimonio y carrera
Estaba casado con una mujer llamada Elia.
Su primer cargo conocido fue el de legatus legionis de la Legio VIII Augusta en 77-78,
bajo Vespasiano, prestando servicio en su base de Argentoratum (Estrasburgo, Francia). A continuación fue nombrado procónsul de la provincia Bitinia y Ponto, ya bajo el imperio de Domiciano, quien en septiembre-diciembre de 86 lo nombró consul suffectus.
En 88/89 ocupaba el importante puesto de gobernador de la provincia Germania Inferior, cuando Lucio Antonio Saturnino, gobernador de la vecina Germania Superior se sublevó contra Domiciano. Lapio Máximo desplazó sus legiones, aplastando la sublevación," aunque después quemó las cartas de Saturnino para intentar librar a otros senadores de la venganza de Domiciano. De todas formas el emperador le concedió dona militaria y le nombró gobernador de la importante provincia de Siria entre 91 y 93, para terminar designándolo consul suffectus por segunda vez entre mayo y agosto de 95.
Todavía vivía en 102, bajo Trajano, cuando aparece como miembro del Colegio de los Pontífices.